# Handbook of Texas
L'Handbook of Texas (ISBN 0-87611-151-7), in italiano Manuale del Texas, è un'enciclopedia tematica riguardante la geografia, la storia e i personaggi importanti del Texas. Viene pubblicata dalla Texas State Historical Association (TSHA).

## Storia editoriale
L'Handbook originale fu scritto dal presidente della TSHA, Walter Prescott Webb, dello University of Texas history department. Fu pubblicato in due volumi nel 1952, ai quali si aggiunse un terzo, come supplemento, nel 1976.
Nel 1996 fu pubblicato il New Handbook of Texas, un ampliamento dell'opera originale, che comprendeva sei volumi contenenti oltre 23.000 articoli.
Nel 1999 nacque l'Handbook of Texas Online, un sito web che raccoglieva il testo integrale della prima edizione, le correzioni apportate nella seconda e circa 400 nuovi articoli. L'Handbook of Texas Online continuò a crescere fino a contenere oltre 25.000 articoli nel primo decennio degli anni 2000.
Ospita anche pagine riguardanti argomenti di carattere generale come "Texas dopo la Seconda guerra mondiale", biografie come quella del celebre texano Samuel Houston e luoghi geografici come "Waco, Texas".